# 동산초등학교 (경북)
동산초등학교는 대한민국 경상북도 청도군에 있는 공립 초등학교이다.

## 학교 연혁
- 1952. 05. 06 동산국민학교 개교(1,2학년)
- 1994. 03. 01 동산국민학교 병설유치원 개원
- 1996 .03. 01 동산초등학교로 교명 변경
- 2007. 03. 01 관하초등학교 통합
- 2012. 03. 01 매전초등학교 통합
- 2013. 03. 01 6학급 편성
- 2015. 02. 13 제61회 졸업(총 2,135명 졸업)
- 2015. 03. 01 제28대 남석진 교장 취임
- 2015. 03. 01 6학급 편성

## 참고 자료
- 동산초등학교 - 한국교육학술정보원 학교알리미